# 陈溥
陈溥（？—？），清朝政治人物。
陈溥曾接替杨题柱任娄县知县一职，1847年由黄廷瓒接任。